# Mohács
Pour les articles homonymes, voir Mohács (homonymie).
Mohács (hongrois : Mohács [ˈmohaːtʃ] ; croate : Mohač ; allemand : Mohatsch ou Moosach ; serbe : Мохач) est une localité hongroise ayant le rang de ville dans le comitat de Baranya. Chef-lieu de la micro-région de Mohács, elle se situe sur la rive ouest du Danube.
Mohács est surtout célèbre pour la bataille de Mohács, survenue le 29 août 1526 : l'armée ottomane de Soliman le Magnifique y a écrasé les Hongrois conduits par leur roi Louis II, qui a péri dans les combats. Une seconde bataille de Mohács a eu lieu en 1687 entre les Turcs et les armées de l'empereur germanique commandées par Charles V de Lorraine. C'est cette fois une victoire du Saint-Empire.
En 1941, plus de 700 Juifs vivaient à Mohács, soit environ 4 % de la population. Après l'occupation allemande en mars 1944, l'administration hongroise créa, en mai 1944, deux ghettos, dans lesquels les Juifs ont été contraints de déménager. Début juillet les occupants de ces ghettos ont été déportés à Pécs puis à Auschwitz.
En 1949, les occupants soviétiques ont planifié la construction d'une grande aciérie à Mohács, mais à l'automne le projet a été déplacé à Dunaújváros. Les travailleurs ont été alors contraints de s'y déplacer.

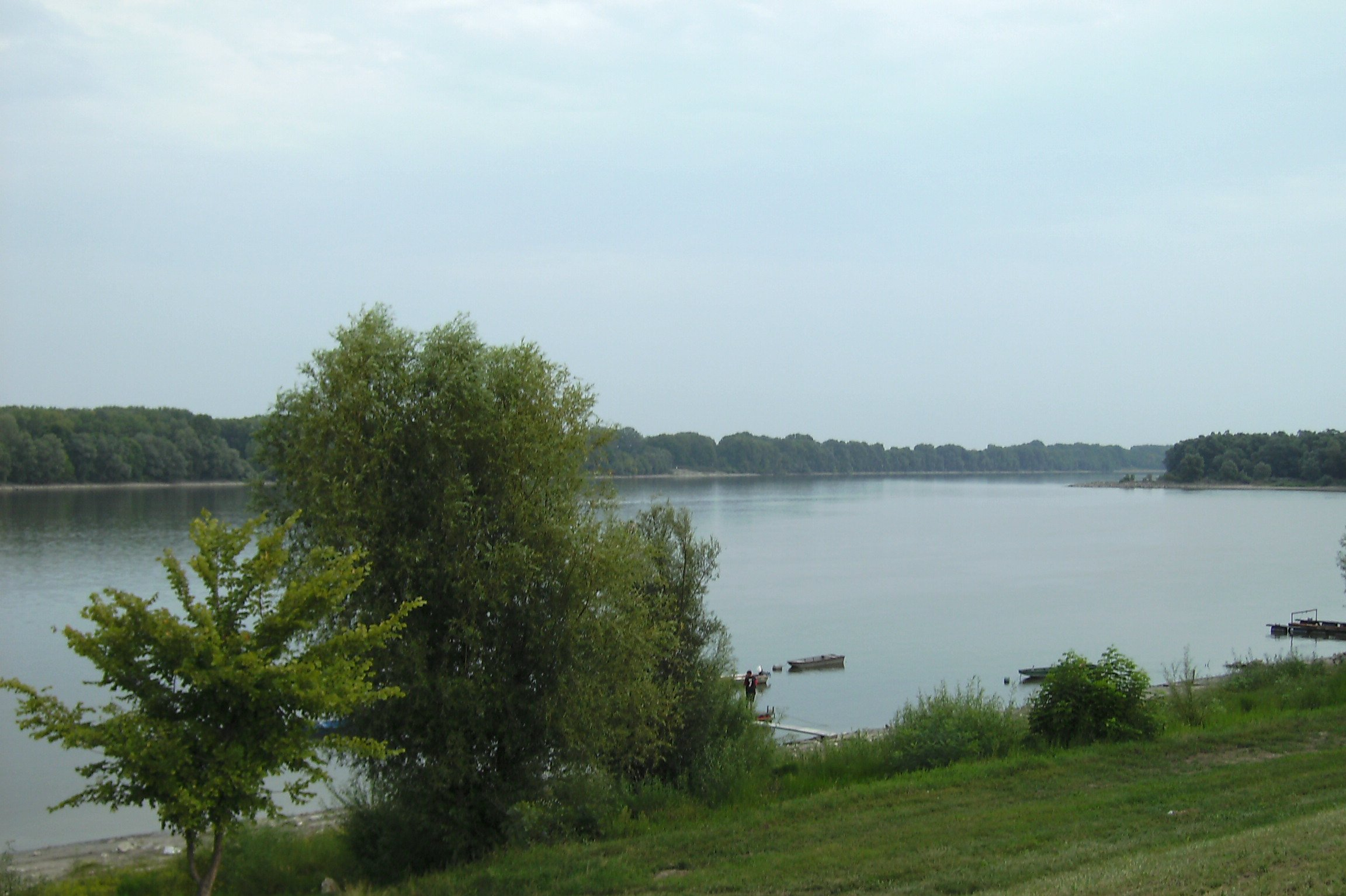
Le Danube à Mohács
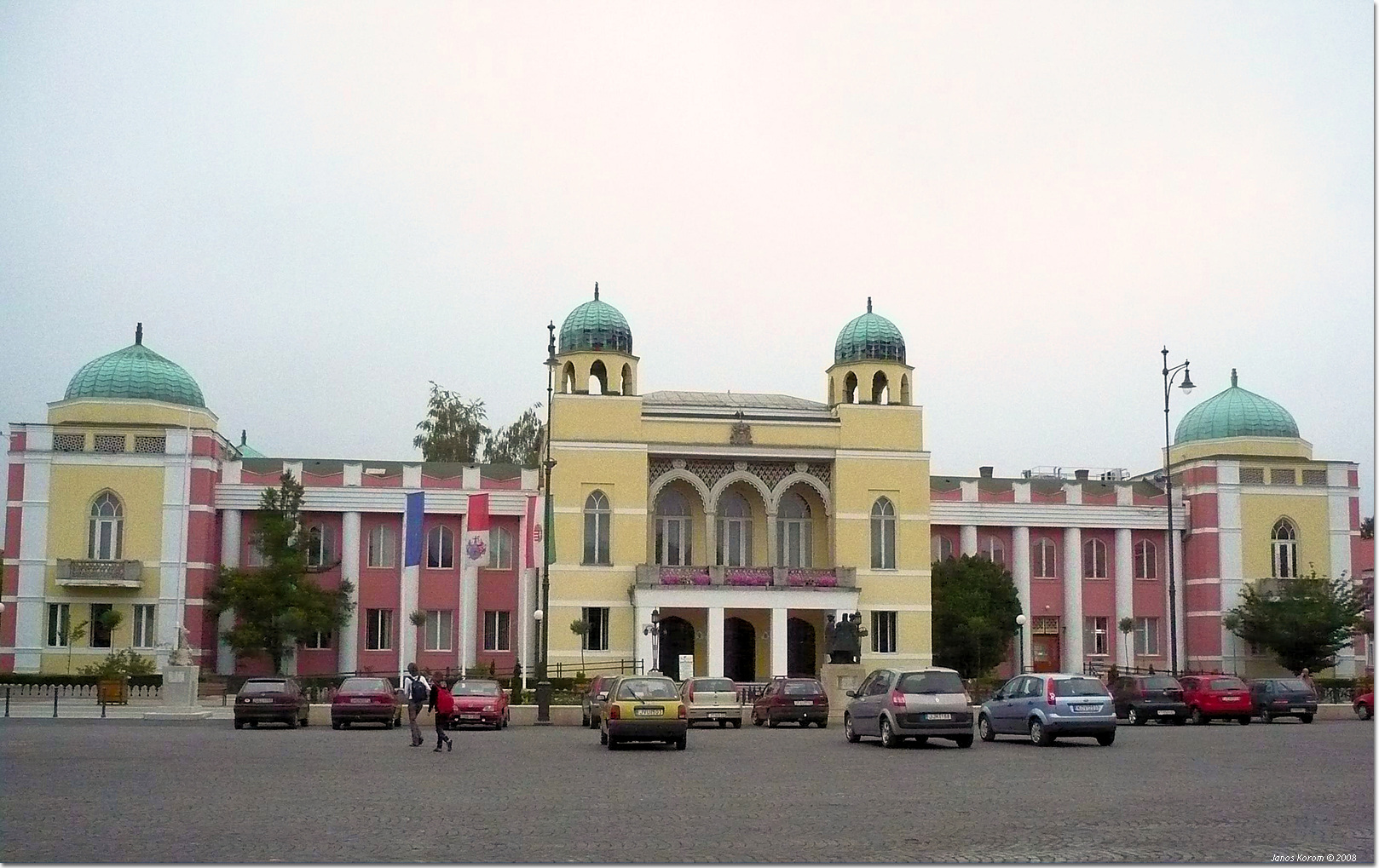
L'Hôtel de Ville
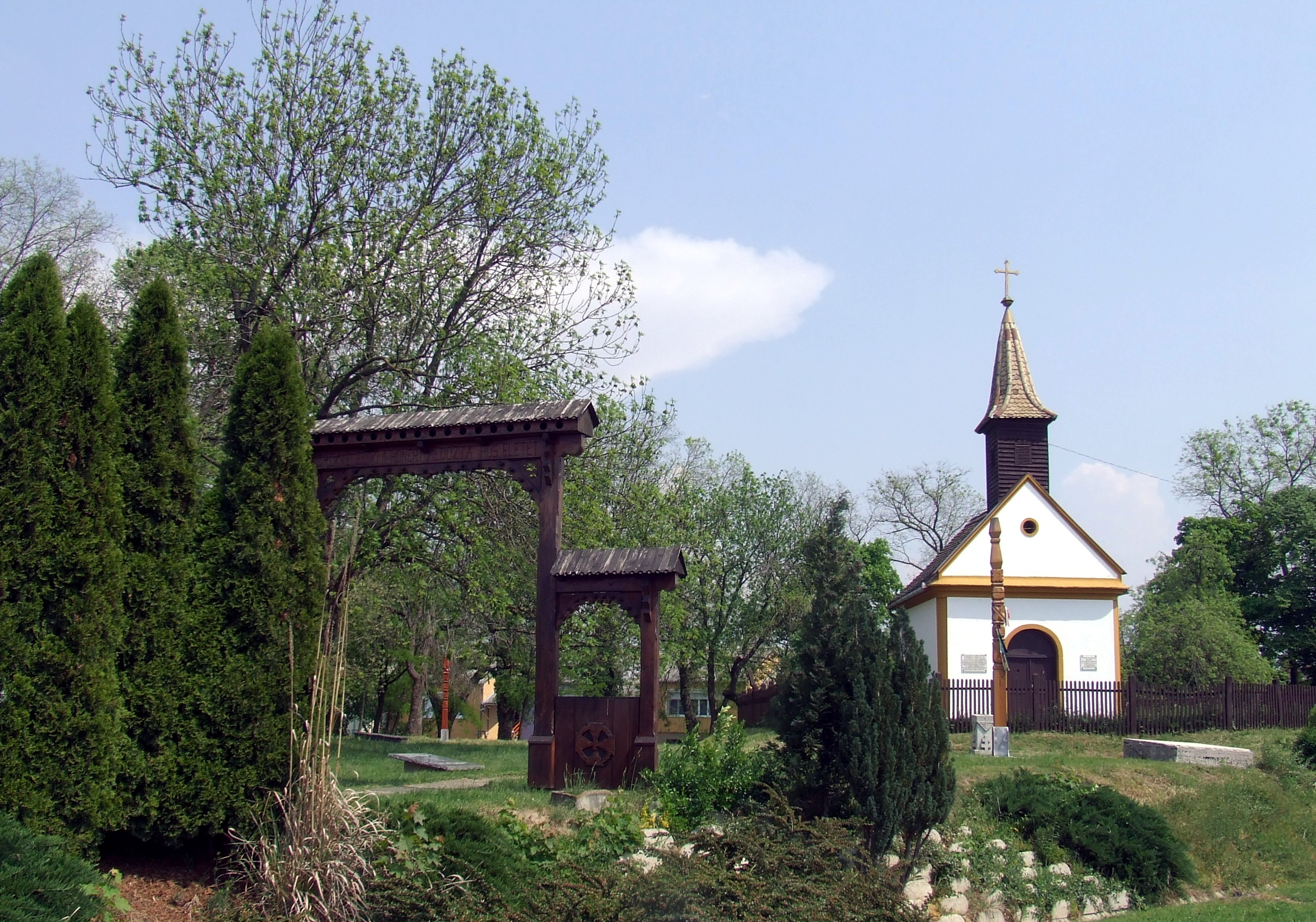
Parc mémorial aux Héros nationaux
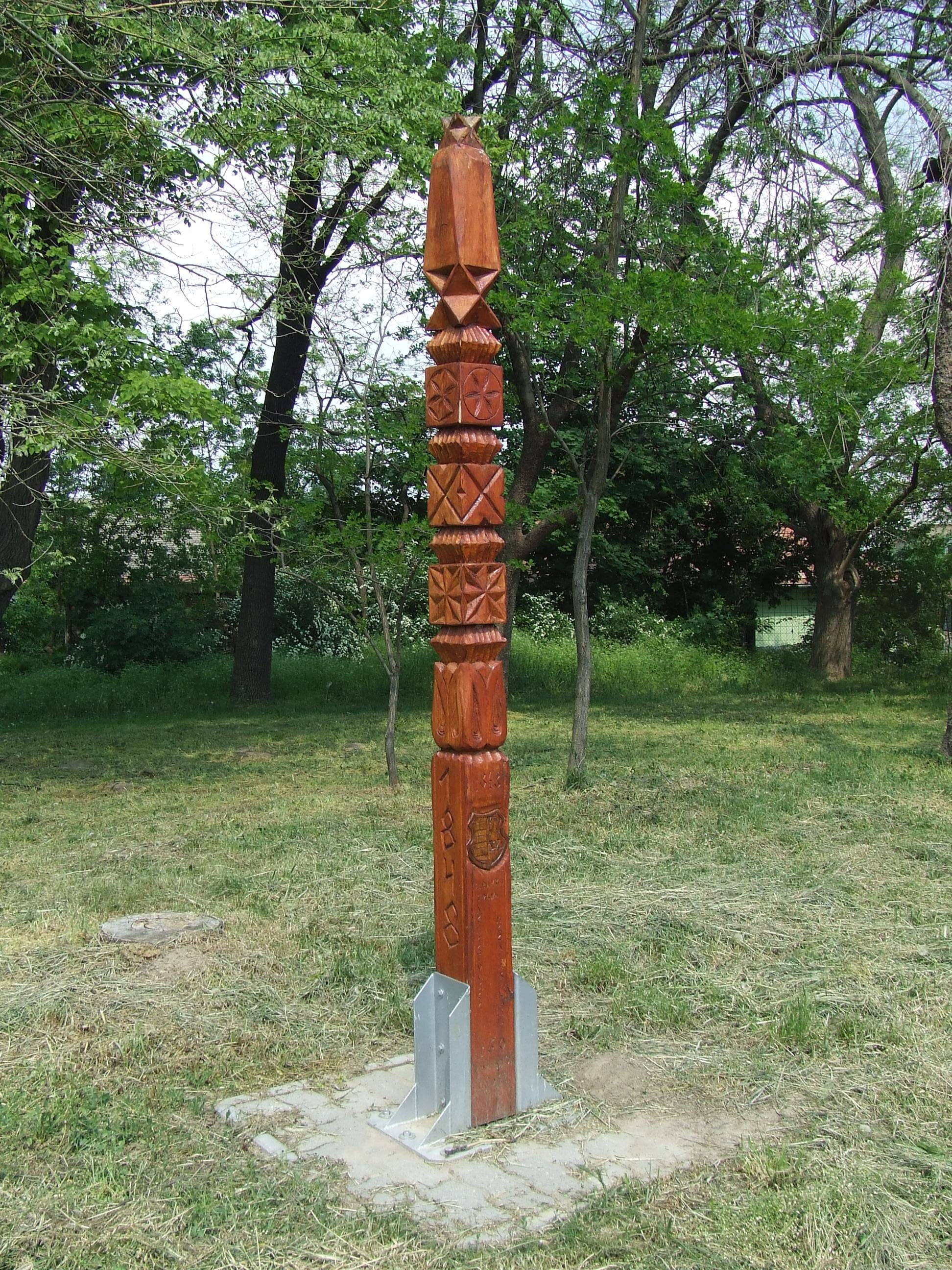
Parc mémorial consacré aux Héros nationaux
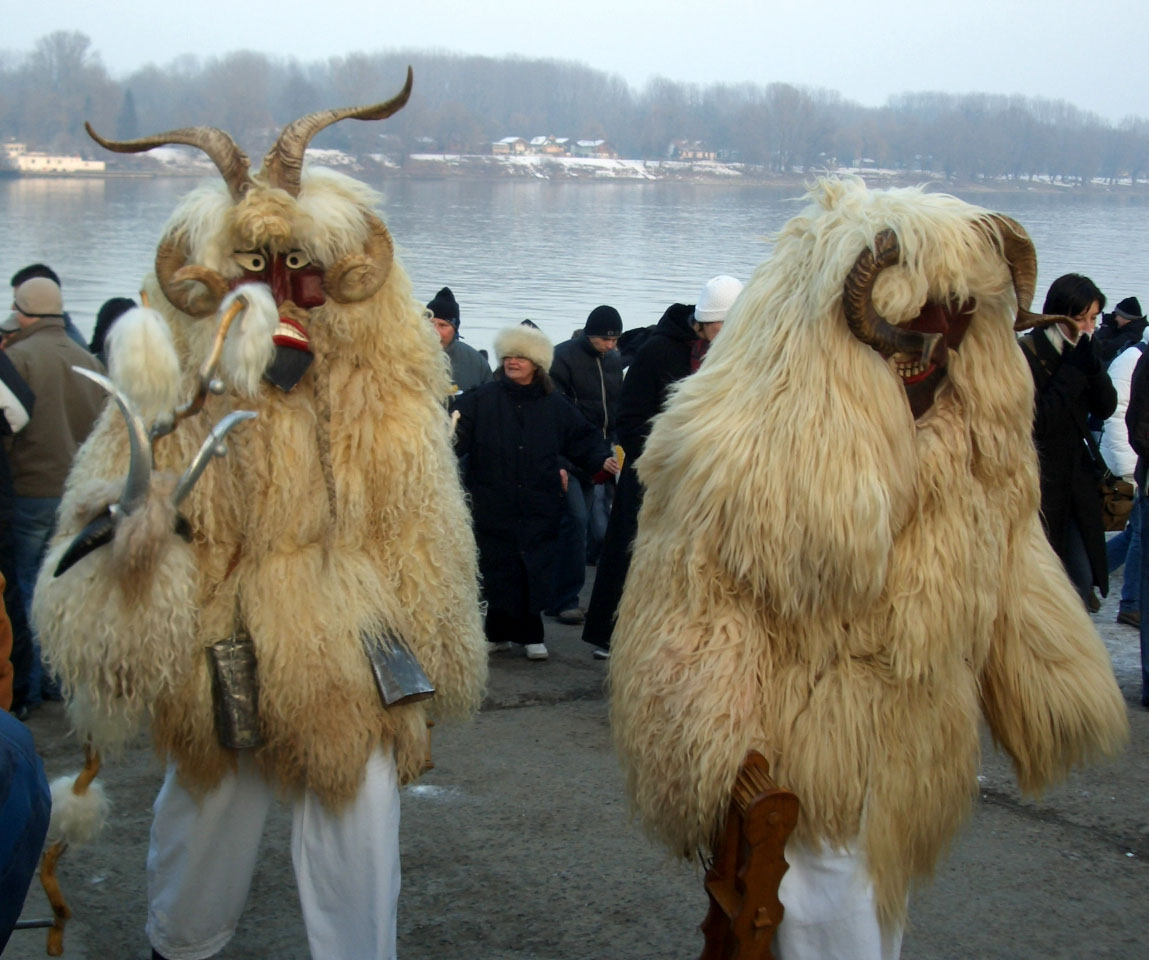
Carnaval populaire (Busójárás)
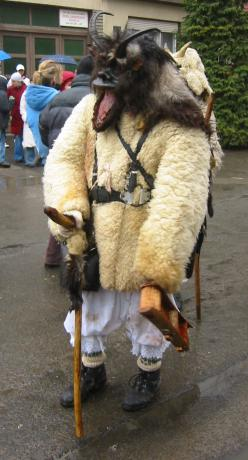
Carnaval
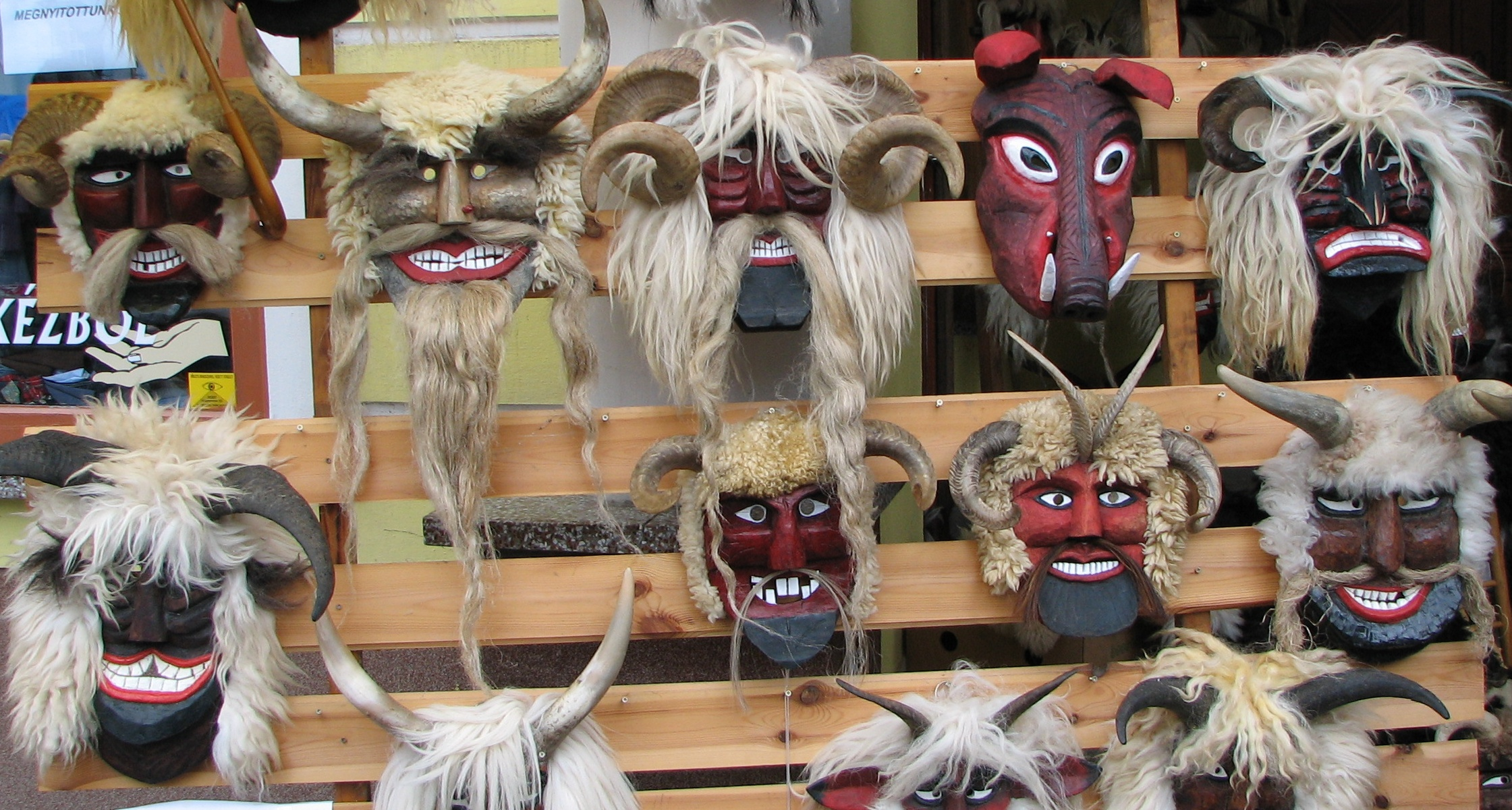
Masques Busó
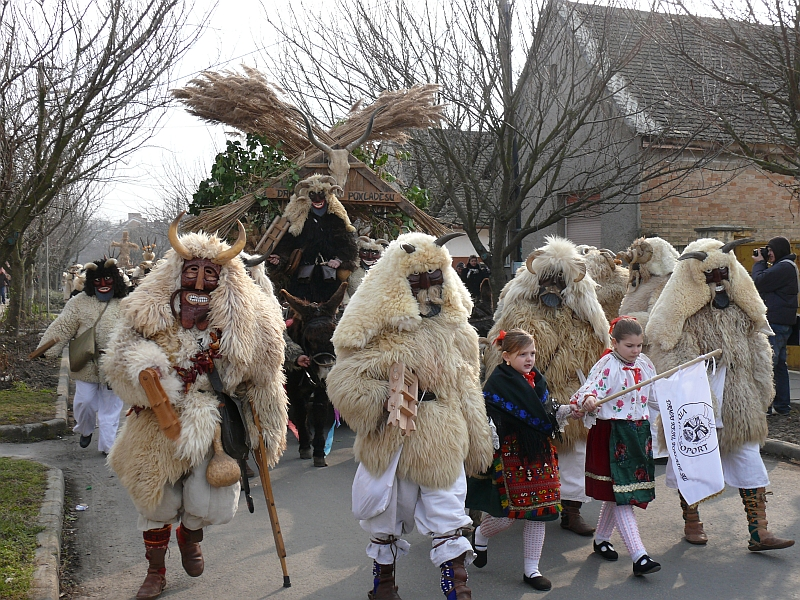
Carnaval

La ville de Mohács est jumelée avec :
- Beli Manastir (Croatie) depuis 1967
- Bensheim (Allemagne) depuis 1987
- Câmpia Turzii (Roumanie) depuis 1990
- Wattrelos (France) depuis 1993
- Siemianowice Śląskie (Pologne) depuis 1999
- Beykoz, Istanbul (Turquie) depuis 2008

## Personnalités liées à la localité
- Louis II Jagellon (1506-1526), fils de Vladislas IV de Bohême et d'Anne de Foix, roi de Bohême et roi de Hongrie, y est mort